# Persomajärvi, Norrbotten
Persomajärvi är en sjö i Övertorneå kommun i Norrbotten och ingår i Sangisälvens huvudavrinningsområde. Sjön har en area på 1,69 kvadratkilometer och ligger 88 meter över havet. Sjön avvattnas av vattendraget Linkkabäcken (Penikkajoki).

## Delavrinningsområde
Persomajärvi ingår i det delavrinningsområde (736544-184021) som SMHI kallar för Utloppet av Persomajärvi. Medelhöjden är 133 meter över havet och ytan är 17,67 kvadratkilometer. Räknas de 4 avrinningsområdena uppströms in blir den ackumulerade arean 47,66 kvadratkilometer. Linkkabäcken (Penikkajoki) som avvattnar avrinningsområdet har biflödesordning 2, vilket innebär att vattnet flödar genom totalt 2 vattendrag innan det når havet efter 48 kilometer. Avrinningsområdet består mestadels av skog (80 procent). Avrinningsområdet har 1,69 kvadratkilometer vattenytor vilket ger det en sjöprocent på 9,5 procent.